# Nephrogramma
Nephrogramma é um gênero de mariposa pertencente à família Crambidae.